# 빛나는 TV를 보았다
《빛나는 TV를 보았다》(영어: I Saw the TV Glow)는 2024년 개봉한 미국의 심리 공포 스릴러 영화이다. 제인 쇼언브런이 감독과 각본을 맡았다.

## 출연
- 저스티스 스미스/이언 포먼(아역) - 오언
- 브리짓 런디페인 - 매디
- 헬레나 하워드 - 이저벨
- 프레드 더스트 - 프랭크
- 대니엘 데드와일러 - 브렌다
- 린지 조던 - 타라
- 앰버 벤슨 - 조니 링크의 어머니
- 코너 오맬리 - 데이브
- 에마 포터 - 미스터 멜랑콜리
- 마이클 C. 머로나 - 이웃 1
- 대니 탐베렐리 - 이웃 2
- 피비 브리저스 - 본인
- 헤일리 달 - 본인
- 크리스티나 에스판디아리 - 본인